# Rukatunturibacken

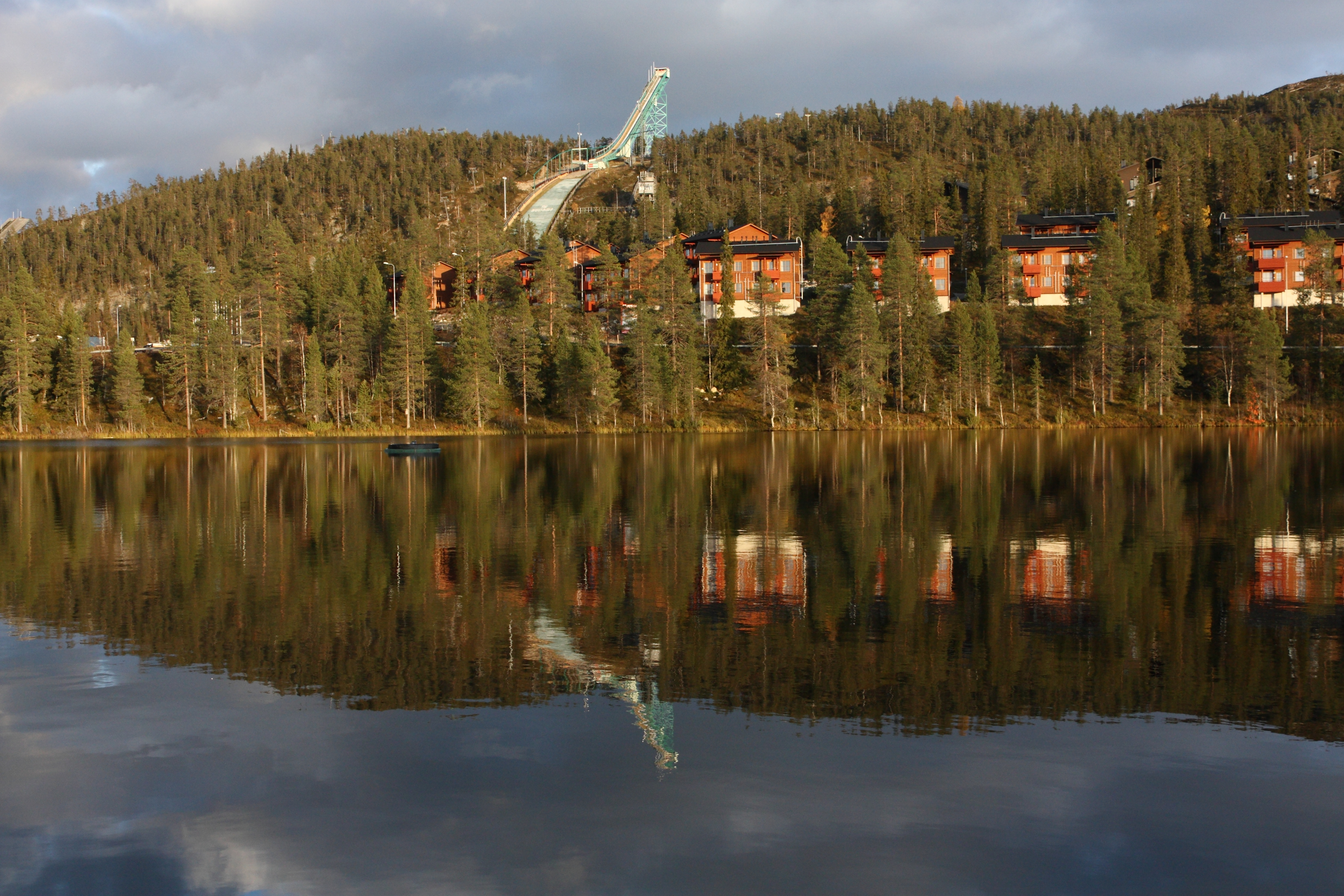
2 oktober 2009

Rukatunturibacken (finska: Rukan hyppyrimäki) är en hoppbacke i Kuusamo stad i Finland. Backen ligger vid berget Rukatunturi, vid vintersportsorten Ruka. Rukatunturibacken är Finlands största hoppbacke, med K-punkt 120 meter (K120) och backstorlek 142 meter (HS142). I backanläggningen finns förutom stora backen även två mindre backar med K-punkt 64 och 25 meter.

## Namnet
Namnet på backen orsakar en del förvirring. Hoppbacken kallas omväxlande både Rukabacken och Rukatunturibacken i olika media och fora. På de officiella webbsidorna för Internationella Skidförbundet (FIS) betecknas backen Rukatunturi.

## Historia
Rukatunturibacken invigdes 1964. Hoppbacken var då den största stora backen i världen (skidflygningsbackarna ej medräknade). Vid ombyggnad och modernisering 1996 fick backen strålkastaranläggning, snökanoner och keramikspår. Backen har numera också plastmattor, så att den också kan användas om sommaren, till exempel vid tävlingar i Grand Prix i backhoppning. Rukatunturibacken är världens största hoppbacke med plastmattor, om man räknar efter backstorlek (HS). Också backhoppsanläggningens K64-backe har plastmattor.
Rukatunturibakken arrangerade världscuptävling i specialhopp första gången 1996. Sedan 2002 har öppningstävlingen i världscupen (så kallad Nordic Opening) i både specialhopp, nordisk kombination och andra nordiska skiddiscipliner arrangerats årligen i Rukatunturibacken.
Backen används flitigt i Kontinentalcupen i backhoppning (COC). Kontinentalcupen anordnas varje säsong av det internationella skidsportförbundet (FIS) (med premiär säsongen 1991/1992). Det är backhoppningens näst högst rankade säsongsomfattande tävling, efter världscupen. 

## Backrekord
Den 29 mars 1981 hoppade Tiina Lehtola, Finland 110 meter i Rukatunturibacken, och blev den första kvinna i världen att hoppa över 100 meter på skidor.
Det officiella backrekordet i Rukatunturibacken för herrarna sattes i en världscuptävling i nordisk kombination av den tyska utövaren Eric Frenzel under den så kallade Nordic Opening-tävlingen 2010. Gregor Schlierenzauer, Österrike hade det gamla backrekordet på 147 meter från 2007.

## Annat
Den finska backhopparen Jaakko Manni dog av skador i huvudet då han föll i Rukatunturibacken 1974.